# Очеєдан (Айова)
Очеєдан (англ. Ocheyedan) — місто (англ. city) в США, в окрузі Оссеола штату Айова. Населення — 439 осіб (2020).

## Географія
Очеєдан розташований за координатами 43°25′5″ пн. ш. 95°32′11″ зх. д. / 43.41806° пн. ш. 95.53639° зх. д. (43.418115, -95.536526).  За даними Бюро перепису населення США в 2010 році місто мало площу 3,01 км², уся площа — суходіл.

## Демографія
Згідно з переписом 2010 року, у місті мешкало 490 осіб у 223 домогосподарствах у складі 137 родин. Густота населення становила 163 особи/км².  Було 252 помешкання (84/км²).
Расовий склад населення:
| - 95,7 % — білих - 0,4 % — корінних американців - 0,2 % — чорних або афроамериканців - 0,2 % — азіатів - 2,0 % — осіб інших рас |

До двох чи більше рас належало 1,4 %. Частка іспаномовних становила 3,7 % від усіх жителів.
За віковим діапазоном населення розподілялося таким чином: 20,8 % — особи молодші 18 років, 56,3 % — особи у віці 18—64 років, 22,9 % — особи у віці 65 років та старші. Медіана віку мешканця становила 46,3 року. На 100 осіб жіночої статі у місті припадало 98,4 чоловіків;  на 100 жінок у віці від 18 років та старших — 102,1 чоловіків також старших 18 років.
Середній дохід на одне домашнє господарство  становив 49 581 долар США (медіана — 42 188), а середній дохід на одну сім'ю — 68 371 долар (медіана — 63 281). Медіана доходів становила 37 083 долари для чоловіків та 26 875 доларів для жінок. За межею бідності перебувало 13,7 % осіб, у тому числі 28,7 % дітей у віці до 18 років та 9,8 % осіб у віці 65 років та старших.
Цивільне працевлаштоване населення становило 267 осіб. Основні галузі зайнятості: освіта, охорона здоров'я та соціальна допомога — 24,7 %, транспорт — 11,6 %, виробництво — 10,5 %.